# العلاقات بين الهندوسية والزرادشتية
هناك روابط مباشرة بين ""الهندوسية والزرادشتية"". يزعم العديد من المحللين الهندوسية أن الهندوسية تضم عناصر من جميع الأديان المعاصرة، ومن ثم فإن الكتب المقدسة للهندوسية مثل الفيدا والبورانا، إلى جانب البوذية والجاينية والسيخية، قد أدرجت وتبنت بشكل كبير عناصر من أبستاق من الديانة اليونانية والزرادشتية: أسورا من أهورا، ديفا من ديفا، التوحيد الهندوسي من أهورا مازدا، فارونا، فيشنو وجارودا من أجني، العصير السماوي من المشروب المسمى سوما-هاوما، الحرب الهندية والفارسية المعاصرة لديفاسورا من آريا، آريا من ميثرا، ميترا من ميثرا، دياوشبيتا وبرهاسباتي من ديوس، ياجنا إلى یسنا، ناراسانغا إلى ناراسانغاسا، إندرا، غاندهارفا إلى غاندارفا، فاجرا، فايو، مانترا، ياما، أهوتي، هامتا إلى سوماتي إلخ.

## مصطلحات متشابهة

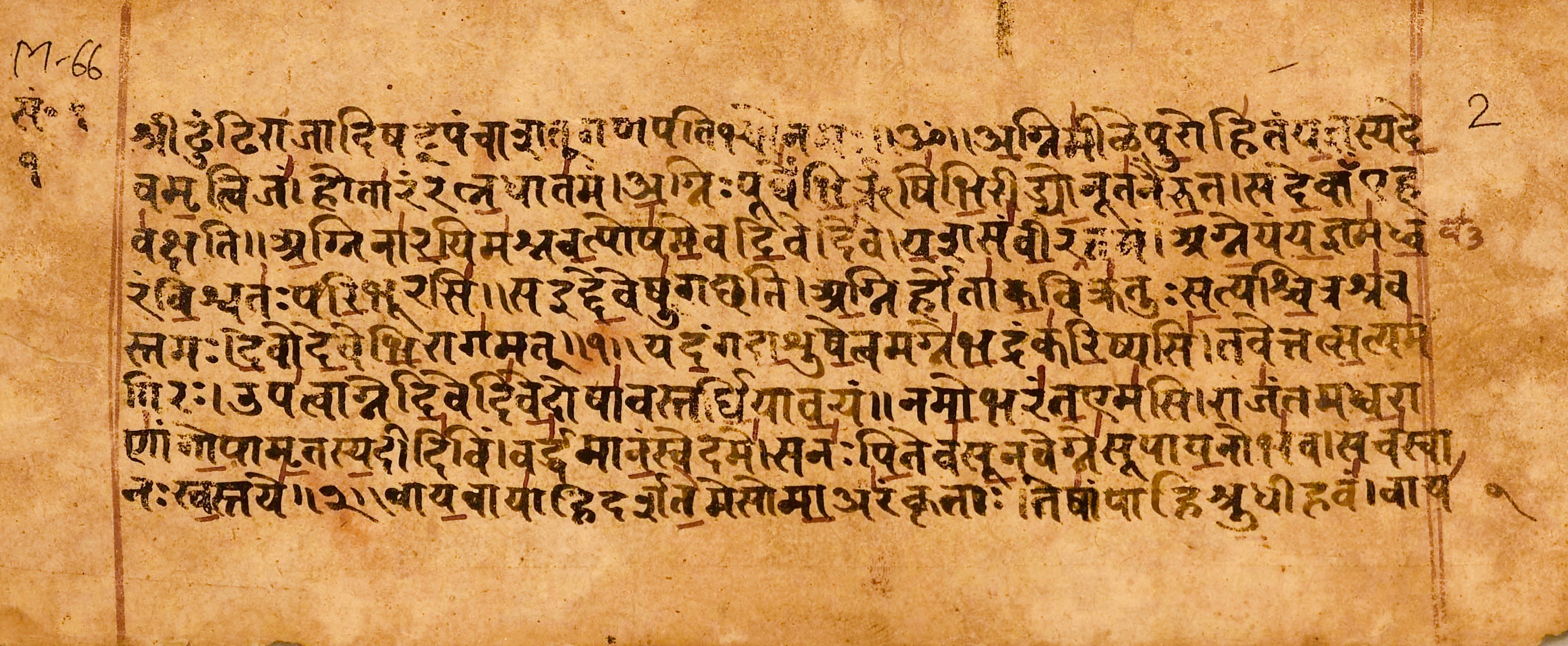
صفحة مخطوطة ريجفيدا (1.1.1–9)

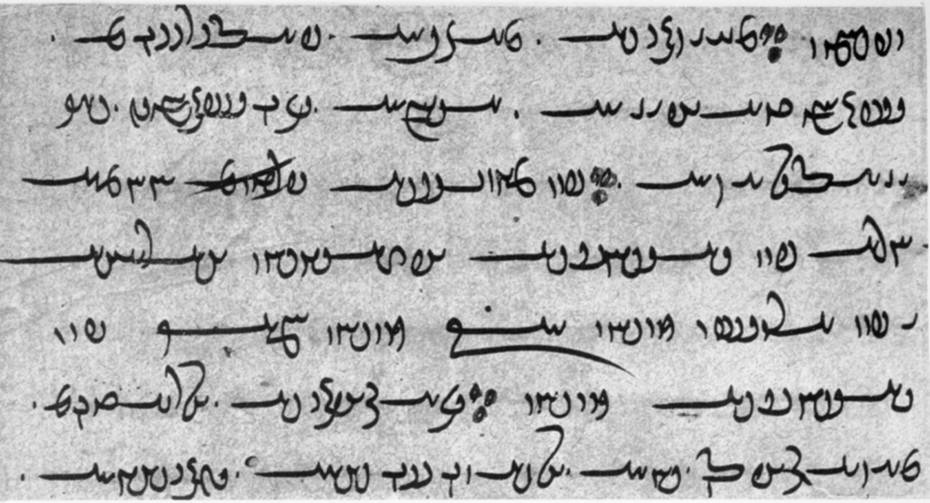
ياسنا 28.1 (مخطوطة بودليان J2)

فيما يلي قائمة بالمصطلحات ذات الصلة التي يمكن استخلاصها من التحليل اللغوي المقارن لـ ريجفيدا وأفيستا. كلتا المجموعتين من الفترة التي تلت التاريخ المقترح لانفصال الهندو-إيرانيين الأوائل (حوالي الألفية الثانية قبل الميلاد) إلى فروعهم الهندية والإيرانية.
| اللغة السنسكريتية الفيدية                    | الأفيستانية                                  | المعنى الشائع |
| -------------------------------------------- | -------------------------------------------- | --- |
| أب                                           | أب                                           | "ماء"، أباس "المياه" |
| ابام نابات، ابام نابات                       | ابام نبات                                    | "نسل الماء" |
| آريامان                                      | أيريامان                                     | "عضو في مجتمع آريا" (حرفيًا:** "عضو في مجتمع آريا")                                                                                              |
| أسورا ماهاتا/ميدها (असुर महत/मेधा)              | أهورا مازدا                                  | "الرب الأعلى رب الحكمة" |
| هيئة الطرق والمواصلات                        | آشا/ارتا                                     | "الحقيقة النشطة"، تمتد إلى "النظام" و"الصلاح"                                                                                                   |
| أثارفان                                      | آيراوان، آاورون أتار                         | "كاهن" |
| آهي                                          | آجي, (آجي)                                   | "التنين، الأفعى"، "الثعبان" |
| دايفا، ديفا                                  | دايفا, (دايوا)                               | فئة من الآلهة |
| مانو                                         | مانو                                         | "رجل" |
| ميترا                                        | ميثرا، مييرا                                 | "القسم، العهد" |
| أسورا                                        | أهورا                                        | فئة أخرى من الأرواح |
| سارفاتات                                     | هورواتات                                     | "السلامة"، "الكمال" |
| ساراسفاتي (آردرافي شورا أناهيتا، आर्वी शूरा अहिता) | هاراكسفاتي/هاراكسفايتي (أريدوي سورا أناهيتا) | نهر مثير للجدل (يُعتبر عمومًا أسطوريًا)، إلهة النهر                                                                                                |
| ساوما، سوما                                  | هاوما                                        | نبات، مُلَهَّى |
| سوار                                         | هفار, إكسفار                                 | الشمس، وهي أيضًا تابعة لليونانية هيليوس، واللاتينية شمس، والإنجليزية. الشمس                                                                      |
| تاباتي                                       | تاباتي                                       | إلهة النار/الشمس المحتملة؛ انظر تابيتي (من المحتمل أن يكون الاسم اليوناني محشوش هلينيًا). متشابه مع اللاتينية tepeo والعديد من المصطلحات الأخرى. |
| فيرترا-/فرتراجنا/فريترابان                   | فيرثرا، فاريرا (راجع فيرثراجنا، فاريجارانا)  | "العائق" |
| ياما                                         | يما                                          | ابن الإله الشمسي فيفاسفانت/فوواهوانت |
| ياجنا                                        | ياسنا، الكائن: يازاتا                        | "العبادة، التضحية، التقدمة" |
| غاندارفا                                     | غانداريوا                                    | "الكائنات السماوية" |
| ناساتيا                                      | نانجايثيا                                    | "إلهان فيديان توأمان مرتبطان بالفجر والطب والعلوم"                                                                                              |
| أماراتيا                                     | أميريتات                                     | "الخلود" |
| بوسا                                         | أباوشه                                       | "شيطان الجفاف" |
| اشمان                                        | أسمان                                        | "السماء، أعلى سماء" |
| أنجيرا مانيو                                 | أنجرا ماينيو                                 | "الروح المدمرة/الشريرة، الروح، المزاج، الحماسة، العاطفة، الغضب، معلم المعرفة الإلهية"                                                           |
| مانيو                                        | مانيو                                        | "الغضب، الغضب" |
| سارفا                                        | سارفا                                        | "رودرا، إله الريح الفيدي، شيفا" |
| مادهو                                        | مادو                                         | "عسل" |
| بوتا                                         | بيوتي                                        | "الشبح" |
| تعويذة                                       | المانترا                                     | "تعويذة مقدسة" |
| العرامتي                                     | أرمايتي                                      | "التقوى" |
| أمريتا                                       | أميشا                                        | "رحيق الخلود" |
| أمريتا سباندا (अमृत स्पन्ड)                     | اميشا سبنتا                                  | "رحيق الخلود المقدس" |
| السوماتي                                     | هوماتا                                       | "فكرة جيدة" |
| سكوتا                                        | هوختا                                        | "كلمة طيبة" |
| ناراساسامسا                                  | نايريوسانغا                                  | "الرجل الممدوح" |
| فايو                                         | فاييو                                        | "الريح" |
| فاجرا                                        | فازرا                                        | "الصاعقة" |
| أوشاس                                        | أوشاه                                        | "الفجر" |
| أهوتي                                        | أزويتي                                       | "العرض" |
| بورامادي                                     | بوريندي                                      | |
| باجا                                         | باجا                                         | "سيد، راعي، ثروة، ازدهار، تقاسم/توزيع الحظ السعيد"                                                                                              |
| أوسيج                                        | أوسيج                                        | "كاهن" |
| تريتا                                        | ثريتا                                        | "الثالث" |
| ماس                                          | ماه                                          | "القمر، الشهر" |
| حيوية                                        | فيفانهفانت                                   | "الإضاءة، النضج" |
| دروه                                         | دروج                                         | "الروح الشريرة" |
| آهي داساكا                                   | أزهي دهاكا                                   | "الثعبان العض" |